# Vilar Seco (Nelas)
Vilar Seco é uma povoação portuguesa sede da Freguesia de Vilar Seco do Município de Nelas, freguesia com 9,37 km² de área e 668 habitantes (censo de 2021), tendo, por isso, uma densidade populacional de 71,3 hab./km².
É a terra do poeta luso-moçambicano António de Navarro (1902-1980).

## Demografia
A população registada nos censos foi:
| Distribuição da População por Grupos Etários | Distribuição da População por Grupos Etários | Distribuição da População por Grupos Etários | Distribuição da População por Grupos Etários | Distribuição da População por Grupos Etários |
| -------------------------------------------- | -------------------------------------------- | -------------------------------------------- | -------------------------------------------- | -------------------------------------------- |
| Ano                                          | 0-14 Anos                                    | 15-24 Anos                                   | 25-64 Anos                                   | > 65 Anos                                    |
| 2001                                         | 114                                          | 127                                          | 425                                          | 215                                          |
| 2011                                         | 85                                           | 71                                           | 380                                          | 209                                          |
| 2021                                         | 79                                           | 54                                           | 305                                          | 230                                          |

## Cronologia
- 1514 - foral novo concedido a Senhorim, de que Vilar Seco era sede concelhia
- 1852 - suprimido o concelho de Senhorim e criado o de Nelas[5][6]

## Património
- Pelourinho de Vilar Seco
- Solar dos Condes de Vilar Seco